# میکی دولنز
میکی دولنز (انگلیسی: Micky Dolenz؛ زادهٔ ۸ مارس ۱۹۴۵) یک نوازنده، و خواننده اهل ایالات متحده آمریکا است. وی از سال ۱۹۵۶ میلادی تاکنون مشغول فعالیت بوده‌است.

## گزیده فیلمشناسی
از فیلم‌ها یا برنامه‌های تلویزیونی که وی در آن نقش داشته‌است می‌توان به آثار زیر اشاره کرد.
- سقوط مرگبار (۱۹۹۳)